# Japanische Enzephalitis

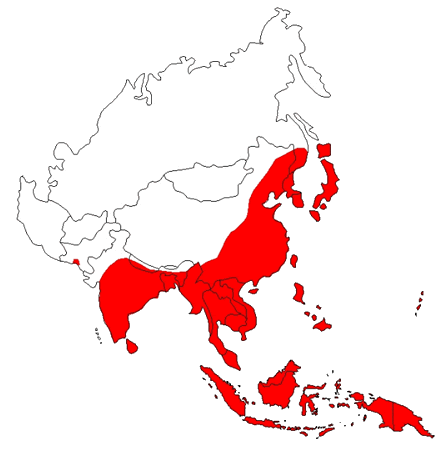
Verbreitung der Japanischen Enzephalitis in Asien basierend auf Daten von 1970 bis 1998

Die Japanische Enzephalitis (Abkürzung: JE), auch Encephalitis japonica, ist eine durch Viren ausgelöste Tropenerkrankung, die vor allem in Ost- und Südostasien vorkommt. In den Endemiegebieten erkranken jährlich ca. 70.000 Personen, vor allem Kinder; Erwachsene dort sind meist immun.

## Erreger

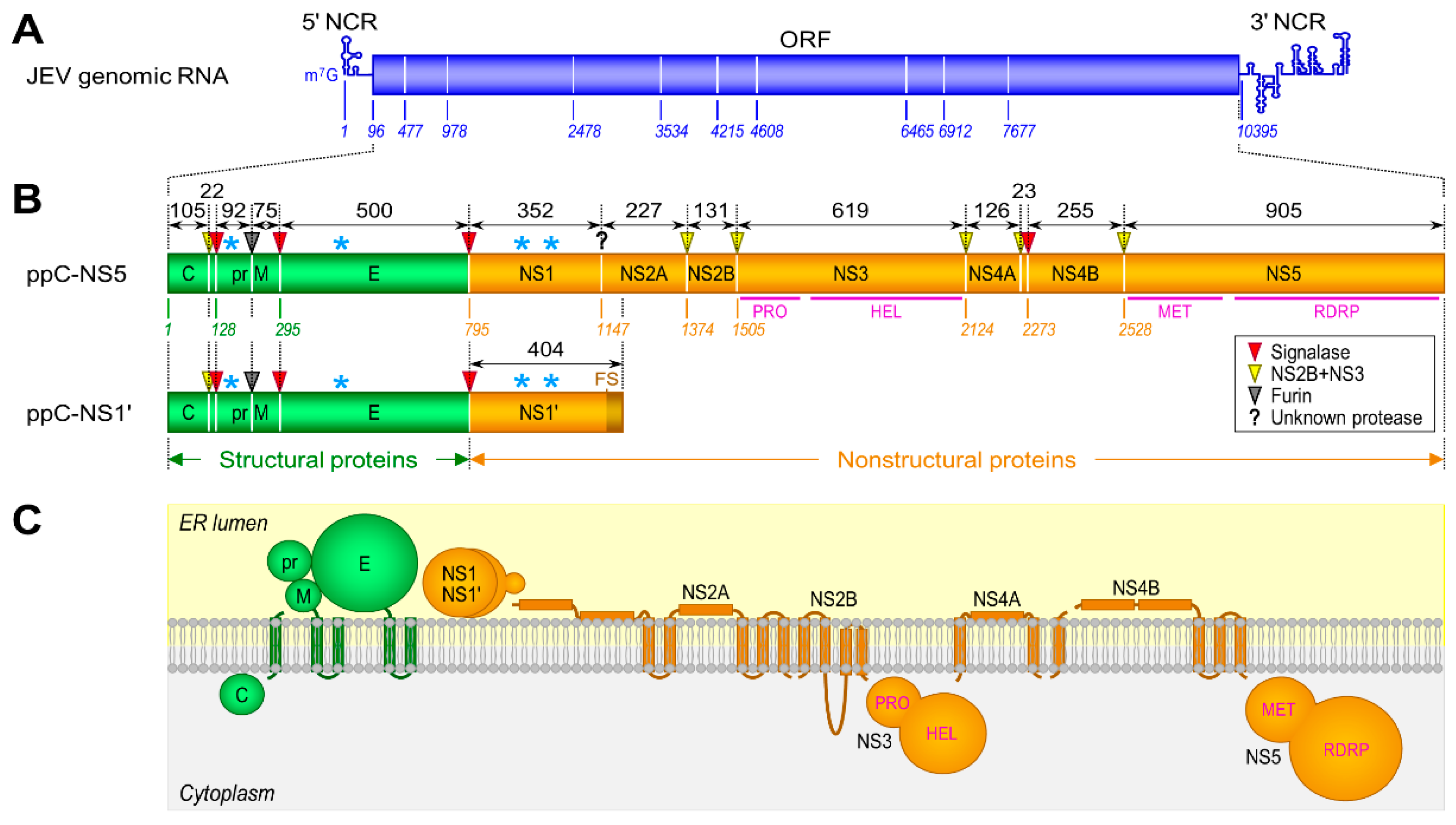
Genomkarte von JEV

Die Japanische Enzephalitis, auch Japanische B-Enzephalitis oder Russian autumn[nal] encephalitis, wird durch das Japanische-Enzephalitis-Virus (englisch Japanese encephalitis virus, JEV; Spezies Orthoflavivirus japonicum) ausgelöst, ein Arbovirus (arthropod-borne virus), das wie der Erreger des Gelbfiebers (engl. Yellow fever virus, YFV) und des Denguefiebers (engl. Dengue virus, DENV) zur Familie Flaviviridae (Gattung Orthoflavivirus) gehört. Bis September 2019 wurden fünf Genotypen des Virus identifiziert (JAOARS982, M28, Nakayama, SA(V) und SA-14), es wurde nur ein Serotyp identifiziert.
JEV ist 40–50 nm groß und enthält in einer Lipidhülle einzelsträngige RNA – es zählt damit zu den RNA-Viren.

## Infektion
Die Japanische Enzephalitis ist eine Zoonose – das Erregerreservoir (Hauptwirte, Reservoirwirte) bilden Schweine und wildlebende Vögel (vor allem Reiher und andere Watvögel), seltener auch Reptilien und Fledermäuse. Die Überträger (Vektor) sind weibliche Stechmücken der Gattungen Culex, Aedes und eventuell andere, damit zählen JEV zu den Arboviren. Zu den wichtigsten Überträgern zählen Culex tritaeniorhynchus (Reisfeldmücke) und seltener Culex vishnui.
Mücken stechen im Freien und insbesondere nach Sonnenuntergang Schweine oder Watvögel und ermöglichen so die Zirkulation von JEV. Dagegen können infizierte Menschen nicht andere Menschen anstecken (außer durch eine Transfusion oder Transplantation). Dies liegt daran, dass Menschen, aber auch Pferde oder Rinder, nicht ausreichend hohe Virentiter bilden, so dass eine Übertragung durch die o. g. Stechmücken nicht stattfindet.

## Epidemiologie
Die Japanische Enzephalitis ist in Asien weit verbreitet; hier leben etwa drei Milliarden Menschen in JEV-Endemiegebieten. In Japan selbst kommen, bedingt durch die systematische Durchimpfung der Haustiere, nur noch wenige Fälle vor. Durch große Ausbrüche im 19. Jahrhundert erhielt diese Form der Enzephalitis ihren Namen. 1934 wurde der Erreger in Japan isoliert.
Hauptsächlich betroffen sind viele Gebiete Südostasiens und seltener Teile des Westpazifiks, wie beispielsweise China, Indien, Sri Lanka, Nepal, Vietnam, Korea, die Philippinen, Thailand oder der Norden Australiens. Jährlich werden ca. 70.000 Erkrankungen registriert, die Hälfte alleine in China – es sind aber über 3 Milliarden Personen gefährdet. JE ist die häufigste virale Enzephalitis. Größtenteils sind Kinder bis 14 Jahren betroffen, da Erwachsene aufgrund einer früheren durchgemachten Infektion überwiegend immun sind. Beim Infektionsrisiko besteht ein deutlicher Zusammenhang mit Reisanbau und Schweinezucht.
Bei einer Reise ist das Risiko, an JE zu erkranken, sehr gering (< 2 Fälle pro 1 Million Reisende). Es ist bei abendlichen und nächtlichen Tätigkeiten im Freien am höchsten. Bei einem längeren Aufenthalt gleicht sich das Risiko dem der einheimischen Bevölkerung an, insbesondere während und auch Ende der Regen- bzw. Monsunzeit in den gemäßigten Gebieten und ganzjährig in den Tropen.

## Symptomatik
In den meisten Fällen verläuft die Infektion mild oder sogar asymptomatisch.
Bei 1 von 250 Erkrankten kommt es zu einem schweren Verlauf mit einer Gehirnentzündung (Enzephalitis), es zeichnen sich drei Phasen ab. Nach einer Inkubationszeit von 5 bis 15 Tagen kommt es zu plötzlichem Fieber, Schüttelfrost, Kopfschmerzen und Muskelschmerzen (Prodromalphase). Bei Kindern kommt es oft zu Erbrechen und/oder Durchfall. Innerhalb kurzer Zeit gelangt der Patient in die akute Phase, hierbei treten Bewusstseinsstörungen auf. Verschiedene neurologische Symptome (von Meningismus bis hin zu Lähmungen oder Hirnstammschädigungen) können auftreten. Kinder leiden im Gegensatz zu Erwachsenen auch häufig an Krämpfen. 
Die Letalität ist bei Krankheitsausbruch hoch, sie nimmt bei zunehmenden Alter zu: jeder Dritte schwer erkrankte Patient stirbt; bei einem weiteren Drittel bleiben neurologische Schäden, was auch als späte Phase klassifiziert wird.
Verschiedene Teile des Gehirns wie insbesondere der Hippocampus, aber auch z. B. Thalamus, die Basalganglien, Großhirnrinde, das Mittelhirn, Stammhirn, der Temporallappen oder die Substantia nigra sind durch die Infektion betroffen.

## Diagnose
Eine klinische Diagnose ist wegen des unspezifischen Beschwerdebildes schwer möglich. Eine Verdachtsdiagnose bietet sich in Endemiegebieten an. Es gibt einen IgM-Antikörperschnelltest, und im Verlauf der Erkrankung steigt der IgG-Titer. Im Serum kann ein Nachweis mittels ELISA erfolgen, durch PCR nur in der ersten Woche. In der akuten Phase ist die Virämie im Serum nicht ausgeprägt genug, so dass der Nachweis mittels RT-PCR aus dem Liquor möglich ist. Bei Antikörpernachweisen können Kreuzreaktionen auftreten.
Während der Erkrankung kommt es zu einer Leukozytose und im Liquor zu einer Pleozytose.
Bereits aufgetretene nekrotische Schäden im Gehirn und Rückenmark lassen sich via Computertomografie (CT) oder Magnetresonanztomografie (MRT) nachweisen.

## Therapie
Da zurzeit keine spezifischen wirksamen Medikamente gegen JE verfügbar sind, ist die Therapie symptomatisch und beschränkt sich auf die Symptomlinderung. Sie umfasst die Unterstützung von lebenswichtigen Funktionen (Kreislauf, Atmung) und die Verhinderung von Sekundärinfektionen.

## Vorbeugung
Die wichtigste vorbeugende Maßnahme ist die Vermeidung von Mückenstichen in der Dämmerung und nachts. Touristen sollten sich mit Repellentien, Mückennetzen und bedeckender Kleidung schützen. Bei längerem Aufenthalt in Endemiegebieten empfiehlt sich eine Schutzimpfung gegen JE, die nach zweimaliger Injektion (Tag 0 und Tag 28; oder nach dem für bestimmte Personengruppen zugelassenen Schnellimpfschema auch Tag 0 und Tag 7) einen sehr guten Schutz bietet. Die Dauer der Schutzwirkung ist bisher nicht bekannt, von der WHO werden derzeit Auffrischimpfungen nach 3 Jahren empfohlen.

## Impfung
Es gibt weltweit mehrere Impfstoffe gegen JEV, hierbei ist der aus Japan stammende Je-Vax oder Biken der älteste (er wurde 1954 auf den Markt gebracht). Seit 2009 ist in den USA und Europa ein neuer inaktivierter Impfstoff mit dem Stamm SA-14-14-2 (Ixiaro) von Valneva erhältlich. Das Impfvirus wird auf Verozellen gezüchtet und nicht mehr in Mäusehirnen, wie bei den älteren Impfstoffen. Die neutralisierenden Antikörper, die gebildet werden, und ein Maßstab für den Schutz sind, sind mit den alten Impfstoffen vergleichbar gut. Ixiaro ist zugelassen für die aktive Immunisierung gegen JEV bei Erwachsenen, Jugendlichen, Kindern und Säuglingen ab dem Alter von 2 Monaten und wird intramuskulär im Deltamuskel des Oberarmes appliziert (bei Säuglingen ist auch eine Impfung in die anterolaterale Oberschenkelmuskulatur möglich). Die Grundimmunisierung besteht aus zwei Impfdosen im Abstand von 28 Tagen; sie soll mindestens 1 Woche vor der Exposition abgeschlossen sein. Eine weitere Impfung nach 1–2 Jahren wird empfohlen. Die gemeldeten Nebenwirkungen von Ixiaro sind gering, am häufigsten lokale Schmerzen, Kopfweh, Muskelschmerzen, Müdigkeit. Die gefürchteten Reaktionen der alten Vakzinen (neurologische und allergische) wurden bisher nicht festgestellt.
In China wird ein Lebendimpfstoff mit dem Stamm SA 14-14-2 verwendet und in großen Impfaktionen mit gutem Erfolg verwendet. DNA-Impfstoffe sind Stand 2011 in Entwicklung, aber noch nicht marktreif.

### Indikationen für eine Impfung
Die Weltgesundheitsorganisation (WHO) empfiehlt die Impfung Asienreisenden, die sich längere Zeit in Ländern aufhalten, in denen die Japanische Enzephalitis gehäuft auftritt. Diese sind Bangladesch, China, Indien, Indonesien, Japan, Kambodscha, Nord- und Südkorea, Laos, Myanmar, Nepal, Teile Ozeaniens, die Philippinen, Indusdelta von Pakistan, Sri Lanka, Taiwan, Thailand und Vietnam. Insbesondere sind ländliche Regionen in mückenreichen Jahreszeiten betroffen.

### Gegenanzeigen (Kontraindikation) zur Impfung
Personen mit akuten, behandlungsbedürftigen Krankheiten mit hohem Fieber, sollen nicht geimpft werden. Nicht geimpft werden dürfen außerdem Personen mit bekannter oder vermuteter schwerer Überempfindlichkeit gegen Bestandteile des verwendeten Impfstoffs, etwa Personen, bei denen anamnestisch bei diesem Impfstoff eine allergische Reaktion, hohes Fieber oder eine andere unerwünschte Reaktion aufgetreten ist. Hierzu gehören ein juckender Ausschlag am gesamten Körper, ein stark geschwollenes Gesicht oder Schwellungen, Atemnot und Wassereinlagerungen auch an Armen, Beinen oder Hals.
Bei folgenden Personen müssen Nutzen und Risiken dieser Schutzimpfung sorgfältig abgewogen werden:
- Schwangere und stillende Frauen
- Personen, die schon einmal an einer Allergie oder Nesselfieber litten
- Personen mit Immunstörungen